# Lindsay Benko
Lindsay Benko (* 29. November 1976 in Elkhart, Indiana) ist eine ehemalige US-amerikanische Schwimmerin und zweifache Olympiasiegerin.

## Werdegang
Bei den Olympischen Sommerspielen 2000 in Sydney gewann sie mit der US-Schwimmstaffel die Goldmedaille über 4 × 200 m Freistil. Vier Jahre später bei den Olympischen Sommerspielen in Athen konnte sie mit der Staffel den Erfolg über 4 × 200 m Freistil wiederholen und zusätzlich noch die Silbermedaille über 4 × 100 m Freistil gewinnen.
Bei den Schwimmweltmeisterschaften 2003 in Barcelona gewann sie drei Medaillen (zweimal Gold und einmal Silber) und konnte den US-Rekord über 200 m Freistil verbessern.
Benko studierte an der University of Southern California und holte zahlreiche NCAA-Titel im Hochschulsport. Sie heiratete 2005 den kanadischen Schwimmer Mike Mintenko.